# Francistown Airport
Francistown Airport (IATA: FRW, ICAO: FBFT) is een luchthaven bij Francistown, Botswana.

## Luchtvaartmaatschappijen en Bestemmingen
- Air Botswana - Gaborone, Johannesburg